# 马正中
马正中（1919年—），男，回族，甘肃临夏人，中国伊斯兰教人物，曾任中国伊斯兰教协会常务委员，新疆维吾尔自治区伊斯兰教协会副会长，昌吉回族自治州政协副主席，第七、八届全国政协委员。